# Studieförbundet Bilda
Studieförbundet Bilda för kyrka och samhälle, med kortformen Bilda, tidigare med namnet  Frikyrkliga studieförbundet, är ett av Sveriges tio studieförbund. Förbundet grundades 1947. Bilda arbetar med folkbildning, det vill säga studiecirklar, annan folkbildningsverksamhet, kurser och kulturprogram, med livstolkning, kultur och musik, dialog med mera som huvudprofiler.
Bildas syfte och uppdrag formuleras så här i stadgarna: Studieförbundet Bilda ska med kristen livsåskådning som grund bedriva folkbildningsarbete som svarar mot behov i kyrka och samhälle.
Verksamheten sker utifrån statens  fyra syften med folkbildning. Som ett av de tio studieförbund får Bilda ett årligt statligt bidrag för en del av verksamheten. Bidragen fördelas av Folkbildningsrådet. 2012 fick de ett bidrag på 107 miljoner kronor
I Jerusalem driver Bilda ett studiecenter - Swedish Christian Study Centre.

## Historia
Bilda grundades som Frikyrkliga studieförbundet 19 augusti 1947 av de tre frikyrkliga ungdomsförbunden Metodistkyrkans Ungdomsförbund, Svenska Baptisternas Ungdomsförbund och Svenska Missionsförbundets Ungdom (samtliga idag inordnade i equmenia).
De kristna organisationer i Sverige som vanligtvis benämns frikyrkor följdes på 1990-talet av de Ortodoxa kyrkorna i Sverige och därefter av Stockholms katolska stift 2010.
År 1991 invigdes Swedish Christian Study Centre (SCSC), i Jerusalem, precis innanför Jaffaporten.
Bilda har haft flera omorganisationer genom åren och fick sitt nuvarande namn, helt utskrivet Studieförbundet Bilda för kyrka och samhälle, i april 2003 och sin nuvarande organisation 1 januari 2007.

## Organisation
Bilda är organiserat i sex regioner, som täcker samtliga Sveriges län. Varje region är en egen juridisk enhet, med egna lokala medlemsorganisationer och regionstyrelse. Varje region har kontor på olika orter, ofta på centralorter i de län man verkar i.
Förbundskansliet finns i på Södermalm i Stockholm, där bland andra Bildas förbundsrektor har sin arbetsplats.
Bildas förbundsordförande och förbundsstyrelse väljs vid förbundsstämman, som äger rum vartannat år jämna årtal. Till stämman skickas ombud från Bildas regionstyrelser, samt från de centrala medlemsorganisationerna. På Bildas förbundsstämma 2015 valdes Per-Inge Lidén till förbundsordförande.

### Bildas organisatoriska uppdelning i regioner
- Bilda Nord - Norrbottens län och Västerbottens län, samt delar av Västernorrlands län (Örnsköldsviks, Sollefteå, Kramfors och Härnösands kommuner)
- Bilda Mitt - Dalarnas län, Gävleborgs län, Jämtlands län, samt delar av Västernorrlands län (Sundsvalls, Timrå och Ånge kommuner)
- Bilda Svealand - Södermanlands län, Värmlands län, Västmanlands län och Örebro län
- Bilda Öst - Gotlands län, Stockholms län och Uppsala län
- Bilda Sydväst - Hallands län, Skåne län och Västra Götalands län
- Bilda Sydöst - Blekinge län, Jönköpings län, Kalmar län, Kronobergs län och Östergötlands län

## Verksamhet
Bilda sammanfattar sitt folkbildningsarbete i fem profilområden: Kultur, Samhälle, Kyrka och Mellanöstern. Verksamheten sker i egen regi och tillsammans med medlemsorganisationer och andra samverkanspartner, både nationellt och lokalt. Verksamheten är bred och aktiviteter arrangeras runtom i hela landet. Några exempel är det stora arbetet gentemot musikintresserade som får möjligheten att sjunga i körer, spela i band i de många replokaler som finns, och spela inför andra i återkommande festivaler som till exempel körfesten i Wik, musikfestivalen BeatMeet i Jönköping, men även studiecirklar i dans, data, hantverk och andra ämnen. Bilda arrangerar samtal om livsnära frågor och är medarrangör till Existentiell Filmfestival i Dalarna.
Bildas Mellanösternarbete fokuserar på att sprida kunskap om och skapa dialog kring den konflikt som drabbar så många människor i Israel och de palestinska områdena. Därför arrangeras studieresor till Jerusalem, samverkar man med till exempel organisationer som Raoul Wallenberginstitutet, är man t.ex. medarrangör till seminarier om antisemitism samt medarrangör till studiedagar om fred och demokrati i Israel och de palestinska områdena.

## Swedish Christian Study Centre

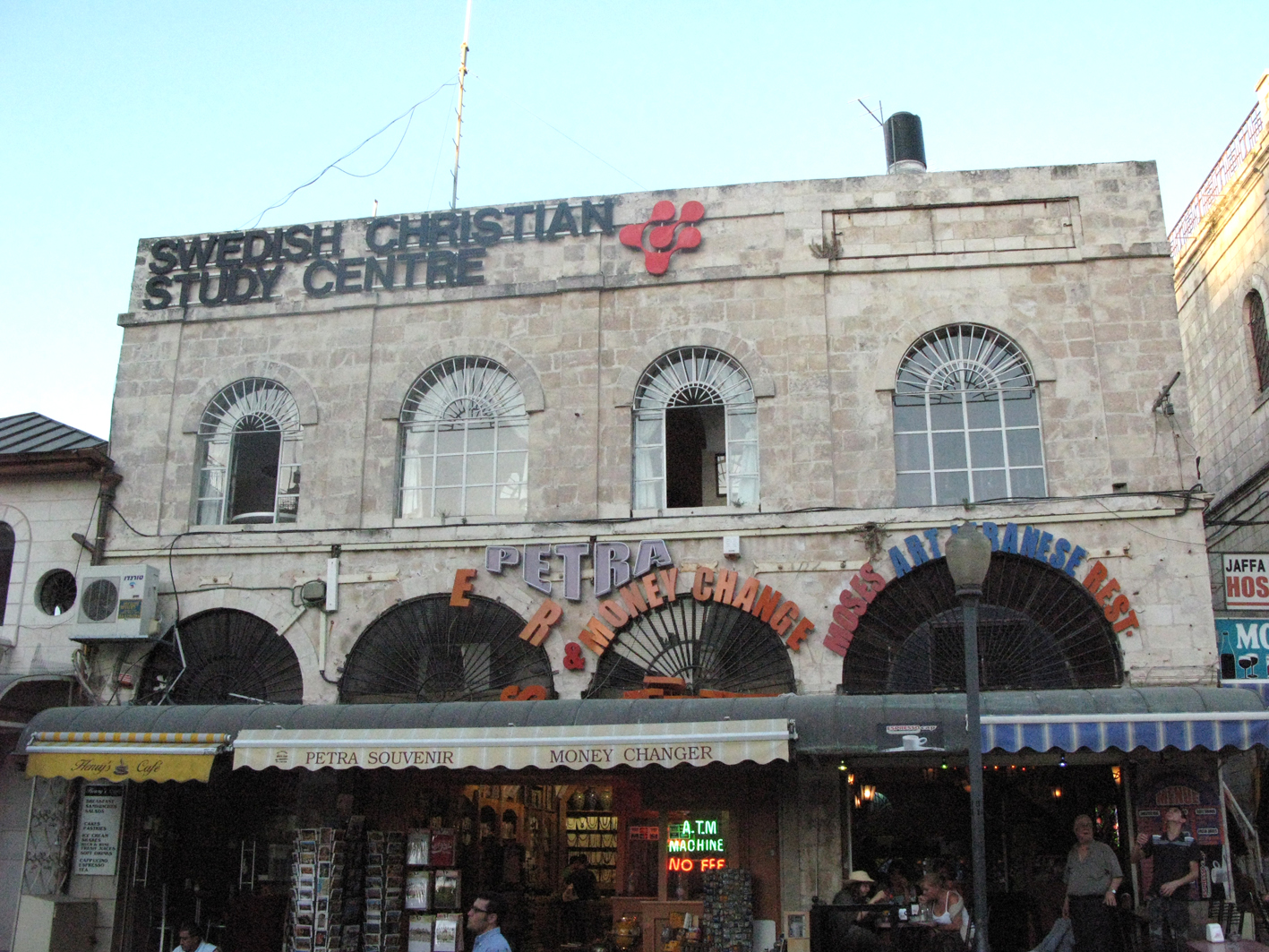
Exteriör av Swedish Christian Study Centre i Jerusalem.

Sedan 1991 driver Studieförbundet Bilda Swedish Christian Study Centre i Jerusalem. 
Syftet med centret är att erbjuda en plats för enskilda och grupper att mötas och studera. Hit går studiegrupper från Sverige, för att studera frågor som exempelvis  Mellanösternkonflikten, icke-våld, klimatfrågor, kvinnors organisering, religionens roll. En särskild betoning i centrets verksamhet är kontakten med de lokala kyrkorna. Mötet med de lokala kyrkorna i Jerusalem innebär för svenska kristna besökare att möta de egna rötterna, men också att möta en kristen kultur med en annan historia och en annan aktuell situation än den svenska. 
Utställningen The holy land - Det heliga landet
I mars 2012 anordnade Bilda utställningen The holy land – Det heliga landet i Immanuelskyrkan i Stockholm, en konstutställning av pastorerna Stefan Sjöblom och Larz Lindqvist. Ett av verken återfanns även på affischen. På den syntes ett sargat Israel-Palestina, föreställande ost på en råttfälla. Osten var omringad av gnagande råttor, varav en också bar på ett maskingevär. Många besökare gjorde associationer till Nazityskland och hur judar där framställdes som skadedjur. Teckningen togs bort och affischen gjordes om, men flera andra verk kritiserades också för att vara antisemitiska karikatyrer och Bilda ifrågasattes från flera håll, både i Sverige och internationellt.
Rabbinen Abraham Cooper vid Simon Wiesenthal-centret krävde att utställningen skulle stoppas och att det svenska statliga stödet till förbundet dras in, samtidigt som den hyllades i nynazistisk media.
De ortodoxa kyrkornas samarbetsorganisation Sankt Ignatios riktade hård kritik mot Bilda och utställningen, och deras representant Fader Misha Jaksic lämnade omedelbart Bildas styrelse i protest.
Efter all negativ uppståndelse fattades beslutet att avsluta utställningen i förtid, men kritiken fortsatte trots det. Sankt Ignatios skrev bland annat i sin protest: "Vi ser att det inträffade passar in i ett mönster som vi inte bara har mött tidigare i Bilda, utan också på andra håll i det svenska samhället" och sade även att "det nog kan sägas handla om en kulturkrock."
Bilda bad om ursäkt för det inträffade och sade att "Intentionen med bilden var att beskriva hur alla sidor i en konflikt är förlorare" men att de "borde ha insett hur fel en bild med en ost och möss kunde leda människors tankar, och hur den exempelvis kunde utnyttjas inom antisemitiska kretsar."

## Medlemsorganisationer
Studieförbundet Bilda har 50 medlemsorganisationer. Bilda har en självständig roll som bildningsförbund i förhållande till medlemsorganisationerna, och samverkar även med andra.

### Ortodoxa kyrkor
- Armeniska Apostoliska kyrkan
- Etiopiska ortodoxa tewahdokyrkan - Ärkestiftet i Sverige
- Grekisk-ortodoxa Metropolitdömet av Sverige
- Heliga Ninos Georiska ortodoxa församling i Sverige
- Ikonsällskapet
- Koptiska Ortodoxa kyrkan
- Koptiska ortodoxa ungdomsförbundet
- Makedoniska Ortodoxa kyrkan
- Ortodoxa scouter i Sverige
- Rumänska ortodoxa stiftet i norra Europa
- Ryska ortodoxa kyrkan - Kristi förklarings församling
- Ryska ortodoxa kyrkan (Moskvapatriarket)
- Serbisk-ortodoxa kyrkan
- Syrisk-ortodoxa patriarkatets ställföreträdarskap i Sverige
- Syrisk-ortodoxa kyrkans ungdomsförbund
- Syrisk-ortodoxa ungdomsförbundet inom Ärkestiftet i Sverige och Skandinavien
- Syrisk-ortodoxa ärkestiftet i Sverige och Skandinavien

### Katolska kyrkan
- Stockholms katolska stift
- Sveriges Unga katoliker

### Övriga trossamfund och dess ungdomsorganisationer samt närliggande organisationer
- Betaniastiftelsen
- Evangeliska Frikyrkan
- EQ - kvinna
- Equmenia
- Equmeniakyrkan
- Equmeniakyrkans sångarförbund
- Frälsningsarmén
- Frälsningsarmén, kår och musikutveckling
- Frälsningsarméns ungdomsförbund
- Förbundet för kristen humanism och samhällssyn
- Föreningen Furuboda
- Föreningen Syskonbandet
- Hela Människan
- KRIK - Kristen Idrottskontakt
- Kristna Fredsrörelsen
- Kristna Publicistförbundet
- Kristna Studentrörelsen i Sverige (KRISS)
- Pingst - fria församlingar samverkan
- Pingst Ung
- Reach
- Riksförbundet PensionärsGemenskap (RPG)
- Sport for life
- Stiftelsen Pingstförsamlingarnas skol- och kursverksamhet
- S:t Lukas
- Svenska Alliansmissionen
- Svenska Alliansmissionens Ungdomsförbund
- Svensk-litauiska Riksföreningen
- Svenska Missionkyrkans Musikkårer
- Sveriges Ekumeniska Kvinnoråd
- Sveriges Kristna Handikappförbund
- Vineyard Norden